# 林氏細鯽
林氏細鯽（學名：Aphyocypris lini），輻鰭魚綱鯉形目鯝科魚類，見於廣東、海南、广西零星地區。1936年由Herre, Albert W.採集於香港粉嶺，1966年由Weitzman & Chan辨別為新種，以中国鱼类学与水产养殖研究先驱林书颜之姓命名。多棲息於在淡水溪流。1992年於大帽山发现过一次，此後再無記錄，相信在香港已野外滅絕。灭绝原因估計是生境退化和外來種競爭（主要是食蚊魚Gambusia affinis）的共同影響。  
本魚身體土黃色的顏色，藍色的背面與在腹面上的白色；身體有的中動脈軸淡紅黃色的狹窄區域，在它下面的區域與光亮的藍綠色線上面的藍黑色的線；尾鰭基底具有一個大的藍色斑點而且斑點具有一個金的邊緣；鰭灰白的白色，體長可達5公分，可做為觀賞魚。